# Катастрофа Ан-12 под Челябинском 26 мая 2008 года
Катастрофа Ан-12 под Челябинском — крушение грузового самолёта российской компании «Московия», с 9 членами экипажа на борту, все 9 человек погибли.
Грузовой лайнер Ан-12Б выполнял рейс по маршруту Челябинск (Баландино) — Пермь. Загрузки не было. После взлёта в кабине пилотов произошло возгорание, причиной которого послужило короткое замыкание. В 18:09 по московскому времени экипаж доложил о задымлении кабины, принял решение совершить аварийную посадку в аэропорту вылета. Самолёт начал экстренный разворот влево для возврата в аэропорт вылета, на высоте круга прошёл третий разворот для посадки курсом 91 и упал на четвёртом развороте, с креном не менее 60 градусов, зацепив линии электропередачи, на вспаханное поле, полностью разрушился и сгорел. Время крушения самолёта 18:11 по челябинскому времени. Место падения не далеко от посёлка Рощино. Рядом с дорогой был уставлен памятник экипажу. Экипаж награжден орденом мужества.

## Экипаж
- Командир воздушного судна (КВС) — Анатолий Степанович Серёжкин.
- Второй пилот — Алексей Николаевич Волков.
- Штурман — Олег Иосифович Севастьянов.
- Бортмеханик — Александр Васильевич Пашков.
- Радист — Виктор Серафимович Тюменцев.
- Бортрадист — Юрий Николаевич Богдан.
- Бортоператор — Андрей Николаевич Макаров.
- Инженер — Юрий Валентинович Тюков.
- Инженер — Григорий Борисович Бондаренко.

## Расследование
Причиной крушения признано разрушение системы управления элеронами в результате пожара на борту, из-за чего капитан не смог вывести воздушное судно из растущего левого крена.